# Moby Love (1975)
Le Moby Love est un ferry italien appartenant à Moby Lines.

## Service

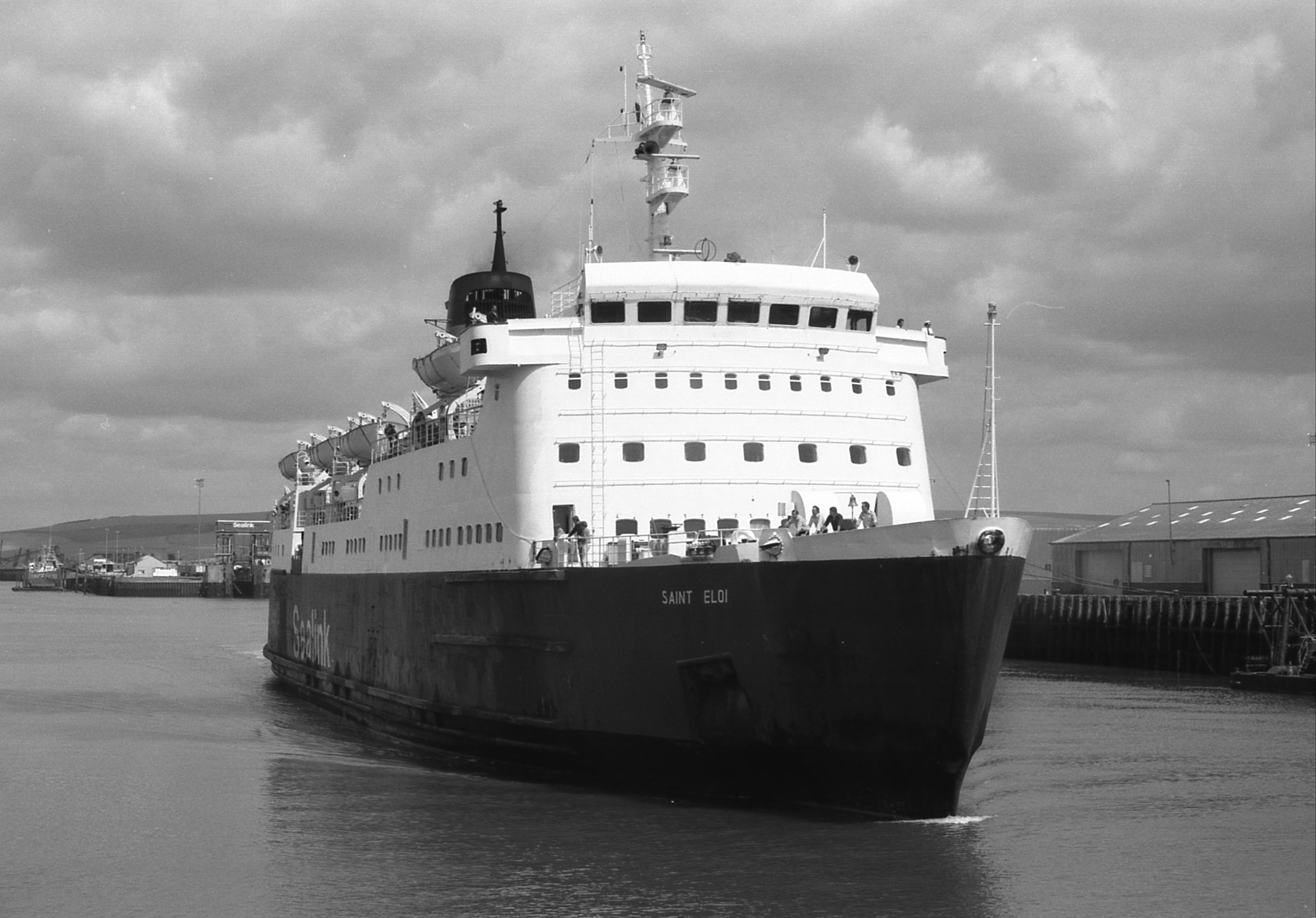
Le Saint Éloi en partance de Newhaven en 1987

Le navire est commandé le 24 novembre 1969 aux Chantier naval de Pietra Ligure en Italie pour la compagnie Angleterre Lorraine Alsace S.A. de Navigation. Lancé en février 1972 sous le nom Saint Éloi, le navire devrait être livré en octobre de la même année, mais la construction est stoppée en raison de la faillite des chantiers. La coque incomplète est amarrée à Gênes et est ensuite complétée par un financement de l'État italien pour être livré à sa compagnie en février 1975.
Le Saint Éloi est mis en service entre Dunkerque et Douvres le 12 mars 1975 et reste sur cette ligne pour les dix prochaines années. En 1977, la compagnie est rachetée par British Railways, ce qui ne modifie cependant pas la desserte du ferry. Le 12 avril 1982, le navire heurte le quai à Douvres et est réparé en cale sèche et remis en service trois jours plus tard. En septembre 1985, le Saint Éloi est mis en service en tant que transporteur de fret, il est alors affrété par la SNCF entre mai et septembre 1986. Il est affecté à la ligne Calais—Douvres. Il retourne sa fonction de ferry et retourne sur son parcours original le 1er mai 1987. Le même jour, le navire entre en collision avec le ferry Cambridge dans le port de Douvres, et doit être réparé. Il retrouve son service deux semaines plus tard.
Remplacé par le Nord Pas-de-Calais en été 1987, le navire est placé sur la ligne Newhaven—Dieppe et entre mai et septembre 1988, il est réaffrété à la SNCF. Le 23 juillet 1988 alors qu'il effectue sa dernière traversée pour son affréteur, le Saint Éloi entre en collision avec le brise-lames du port de Douvres, causant d'importants dégâts à la proue, les dommages sont réparés à la fin de l'affrètement. Le 8 janvier 1989, le Saint Éloi est mis en service entre l'Écosse et l'Irlande du Nord et sur  Larne—Stranraer ; en avril, le navire remplace le ferry Columba, qui subit une rénovation complète, sur la ligne Dún Laoghaire—Holyhead.

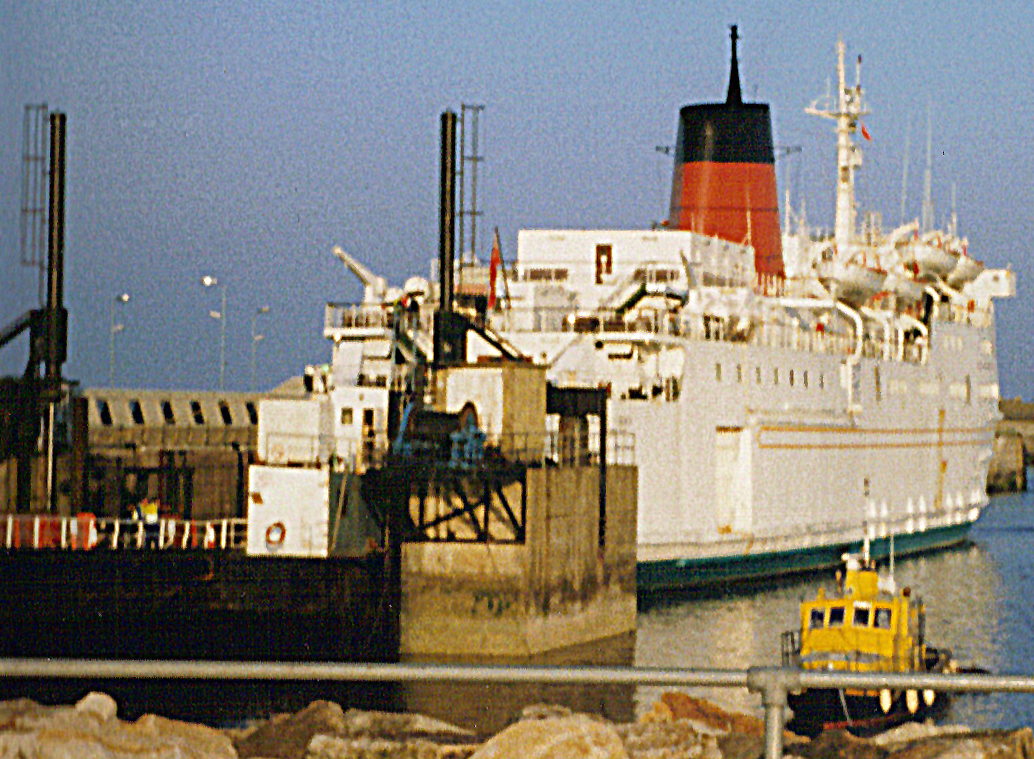
Le King Orry à Douglas en 1996

En mai, le navire est rebaptisé Channel Entente et est mis en service entre Calais et Douvres. En janvier 1990, le ferry est vendu à la compagnie Isle of Man Steam Packet, et entre en service à partir du 19 février, sur la ligne Douglas—Heysham. En septembre 1990, le ferry est rénové à Birkenhead, l'accès au pont garage est réorganisé, des locaux passagers sont ajoutés ainsi qu'un second propulseur d'étrave. Une fois les rénovations terminées le 8 décembre 1990, le navire est rebaptisé King Orry et est remis en service le lendemain.
Le King Orry reste en service sur les lignes de l'île de Man jusqu'en 1998. Entre-temps, il est mis en service entre Liverpool et Heysham. Le 14 novembre 1992, le navire s'échoue sur un banc de sable à la suite d'une erreur de navigation et doit être réparé à Liverpool. Le King Orry est retiré du service le 28 septembre 1998 puis vendu le mois suivant à la compagnie italienne Moby Lines. Rebaptisé Moby Love puis Moby Love 2, le navire est mis en service sur les lignes de l'île d'Elbe pour la saison 1999. Le navire reprend le nom de Moby Love en 2002.

## Lignes desservies
| Piombino ↔ Portoferraio | toute l'année |